# 蝴蝶厅
蝴蝶厅位于中国江苏省淮安市淮安区淮城街道镇淮楼东路东段，淮安区卫生局院内，为常镇通海兵备道台沈敦兰故居“遂园”的正厅。沈敦兰故居原占地58亩，有房屋七进二百多间，花园“遂园”有南北两厅。现仅存北侧的蝴蝶厅三间，歇山顶，平面呈凸形，四周回廊，四角飞翘，状如蝴蝶展翅。

## 保护
2006年6月9日，蝴蝶厅列为第三批淮安市文物保护单位。